# Abderrahmane Hammad
Abderrahmane Hammad (arabiska: عبدالرحمن حماد), född den 27 maj 1977, är en algerisk friidrottare som tävlar i höjdhopp.
Hammads främsta merit kom vid Olympiska sommarspelen 2000 i Sydney där han blev bronsmedaljör med höjden 2,32. Hans personliga rekord noterade han samma år när han hoppade 2,34 vid tävlingar i Alger. 
Förutom framgången vid OS blev han afrikansk mästare 2002. Han slutade även på nionde plats vid VM 2001. Hammad deltog även vid Olympiska sommarspelen 2004 i Aten men misslyckades med att kvalificera sig till finalen.